# یتنک سیزسینیز تورکیه
یتنک سیزسینیز تورکیه (به ترکی استانبولی: Yetenek Sizsiniz Türkiye) نسخه ترکی گات تلنت، در ترکیه است.